# Новоюлдашево
Новоюлда́шево (рос. Новоюлдашево) — присілок у складі Червоногвардійського району Оренбурзької області, Росія.

## Населення
Населення — 146 осіб (2010; 160 у 2002).
Національний склад (станом на 2002 рік):
- башкири — 94 %